# إنه عالم الرجل الرجل الرجل (أغنية)

إنه عالم الرجل الرجل الرجل (بالإنجليزية: It's a Man's Man's Man's World) أغنية كتبها جيمس براون وبيتي جين نيوسوم. سجلها براون في 16 فبراير 1966، في استوديو بمدينة نيويورك واصدرها كأغنية فردية في وقت لاحق من ذلك العام. احتلت الأغنية المركز الأول على قائمة البيلبورد (قائمة ريذم أند بلوز Billboard R&B chart)، والمركز الثامن على قائمة بيلبورد هوت 100. عنوان الأغنية هو عبارة عن تلاعب بالألفاظ ومحاكاة لعنوان الفيلم الكوميدي لعام 1963 «إنه عالم مجنون مجنون مجنون».

## الأغنية واستقبالها
وصفت مجلة رولينج ستون كلمات الأغنية بأنها «شوفينية توراتية»، حيث تنسب الكلمات جميع أعمال الحضارة الحديثة (السيارة والقطار والسفينة والضوء الكهربائي) إلى جهود الرجال، وتعتقد الأغنية أن كل هذا «لن يعني شيئًا بدون امرأة أو فتاة»، تقول الأغنية أيضًا أن الرجل صنع ألعابًا للصبيان والبنات، وتعلق على حقيقة أن الرجل يكسب المال ليشتري من رجال آخرين، وقبل أن تنتهي الأغنية، يصرح براون أن الإنسان ضاع في مرارته وفي البرية. كتبت بيتي جين نيوسوم، وهي الكاتبة المشاركة لبراون وصديقته في فترة سابقة: «كانت كلمات الأغنية بناءً على ملاحظاتي الشخصية عن العلاقات بين الجنسين»، وزعمت نيوسوم في سنوات لاحقة أن براون لم يكتب أي جزء من الأغنية، وجادلت في المحكمة أنه نسي أحيانًا دفع الإتاوات والرسوم المفروضة. ذكرت مجلة ريكورد ورك في مايو 1966، أن شركة كلاميك للتسجيلات قد رفعت دعوى ضد براون وشركة كينج ريكوردز وديناتون للنشر بسبب انتهاك حقوق النشر المزعوم لأغنية بيتي نيوسوم «إنه عالم الرجل».
تطور تكوين الأغنية على مدى عدة سنوات. سجل تامي مونتغمري أغنية تحت عنوان «أنا أصرخ» وهي على نفس التغييرات الوترية لأغنية براون. سجل براون نفسه نسخة تجريبية من الأغنية في عام 1964، بعنوان مؤقت «إنه عالم الرجل»، وظهرت هذه النسخة لاحقًا على مجموعات الأقراص المدمجة. تم تسجيل النسخة التي صدرت رسميا على وجه السرعة وبتسجيل تجريبي لمرتين فقط بمصاحبة فريق عازفين من الاستوديو بقيادة سامي لو، وبعض من أعضاء فريق براون الذي يشترك معه في عروضه المسرحية، كما شارك في الغناء بعض فتيات من الأستوديو ولكن تم استبعاد هذا الجزء في النسخة النهائية.
أصبحت أغنية «انه عالم الرجل» عنصرًا أساسيًا في عروض براون الحية لبقية حياته المهنية، كما تظهر الأغنية في جميع ألبومات براون الحية تقريبًا بدءًا من عام 1967.
احتلت الأغنية في عام 2004 المركز 123 في قائمة أعظم 500 أغنية ظهرت على الإطلاق حسب مجلة رولنج ستون.

## نسخ الأغنية بصوت آخرين
غنى أغنية «انه عالم الرجل» عدد هائل من المغنيين (95 فنان) نذكر منهم: توم جونز وفريق غريتفول ديد وفريق جراند فونك وكرستينا اجيوليرا وسيلين ديون وشير.

## طاقم الغناء والعزف
جيمس براون: غناء رئيسي
فريق الاستديو
- دود باسكومب: ترومبيت
- وايمون ريد: ترومبيت
- لامار رايت: ترومبيت
- هايوود هنري: ساكسفون باريتون
- إيان برايدل: بيانو
- بيلي بتلر: جيتار
- برنارد بيرتي: طبول[21]

## كلمات الأغنية
هذا عالم الرجل This is a man's world
هذا عالم الرجل This is a man's world
لكنه لن يكون شيئاً، لا شيء But it wouldn't be nothing, nothing
بدون امرأة أو فتاة Without a woman or a girl
ترى الرجل صنع السيارات You see man made the cars
لتأخذنا على الطريق To take us over the road
صنع الرجل القطار Man made the train
لحمل الأحمال الثقيلة To carry the heavy load
صنع الرجل الضوء الكهربائي Man made the electric light
ليخرجنا من الظلام To take us out of the dark
صنع الرجل القارب من أجل الماء Man made the boat for the water
مثل نوح صنع الفلك Like Noah made the ark
هذا عالم الرجل، الرجل، الرجل This is a man's, man's, man's world
لكنه لن يكون شيئاً، لا شيء But it wouldn't be nothing, nothing
بدون امرأة أو فتاة Without a woman or a girl
يفكر الرجل في بعض الفتيات الصغيرات Man thinks about a little bit of baby girls
والفتيان الصغار And a baby boys
الرجل يجعلهم سعداء Man makes them happy
لأن الرجل يصنع لهم ألعاباً 'Cause man makes them toys
وبعد أن صنع الرجل كل شيء And after man's made everything
كل ما في وسعه Everything he can
أنت تعلم أن الرجل يكسب المال You know that man makes money
للشراء من رجل آخر To buy from other man
هذا عالم الرجل This is a man's world
لكنه لن يكون شيئاً، لا شيء But it wouldn't be nothing, nothing
لا شيء واحد صغير Not one little thing
بدون امرأة أو فتاة Without a woman or a girl
لقد ضاع في البرية He's lost in the wilderness
لقد ضاع في المرارة He's lost in bitterness
لقد خسر He's lost

## وصلات خارجية
https://www.allmusic.com/song/its-a-mans-mans-mans-world-mt0033949106 إنه عالم الرجل الرجل الرجل (أغنية)
https://www.songfacts.com/facts/james-brown/its-a-mans-mans-mans-world إنه عالم الرجل الرجل الرجل (أغنية)